# 中臣常盤
中臣常盤（なかとみのときわ）は、古墳時代の豪族。名は常磐大連公（ときわのおおむらじのきみ）とも記される。

## 概要
一般に中臣黒田の長男とされる。『中臣氏延喜本系帳』では中臣連姓初代となっている。